# Campionati italiani assoluti di ginnastica artistica 2011
I Campionati Assoluti del 2011 sono stati la 73ª edizione dei Campionati italiani assoluti di ginnastica artistica. Si sono svolti a Meda.

## Risultati

### Ginnastica Artistica
Non prendono parte alla competizione Erika Fasana, Elisabetta Preziosa (infortunio al ginocchio) , Giulia Leni (infortunio al braccio) e Serena Licchetta.
| Evento                 | Oro               | Punti  | Argento              | Punti  | Bronzo               | Punti    |
| Podio femminile        |                   |        |                      |        |                      |          |
| Concorso individuale   | Vanessa Ferrari   | 57,600 | Carlotta Ferlito     | 56,350 | Francesca Deagostini | 55,100   |
| Corpo libero           | Carlotta Ferlito  | 14,400 | Vanessa Ferrari      | 14,400 | Francesca Deagostini | 14,300   |
| Volteggio              | Francesca Benolli | 13,775 | Carlotta Ferlito     | 13,750 | Arianna Rocca        | — 13,500 |
| Parallele asimmetriche | Vanessa Ferrari   | 14,700 | Francesca Deagostini | 13,850 | Francesca Benolli    | 13,800   |
| Trave                  | Carlotta Ferlito  | 14,800 | Francesca Deagostini | 14,550 | Vanessa Ferrari      | 13,650   |

## Risultati (in dettaglio)

### Concorso individuale femminile
| Posizione | Ginnasta             | Volteggio | Parallele | Trave  | Corpo libero | Totale |
| --------- | -------------------- | --------- | --------- | ------ | ------------ | ------ |
| Oro       | Vanessa Ferrari      | 14,450    | 14,600    | 14,250 | 14,300       | 57,600 |
| Argento   | Carlotta Ferlito     | 13,950    | 13,250    | 14,650 | 14,500       | 56,350 |
| Bronzo    | Francesca Deagostini | 13,550    | 14,100    | 13,300 | 14,150       | 55,100 |
| 4         | Arianna Salvi        | 12,700    | 13,250    | 13,150 | 13,500       | 52,600 |
| 5         | Jessica Mattoni      | 12,750    | 13,350    | 13,200 | 13,100       | 52,400 |
| 6         | Emily Armi           | 13,450    | 12,550    | 12,700 | 13,500       | 52,200 |
| 7         | Lia Parolari         | 12,550    | 12,900    | 13,200 | 13,350       | 52,000 |
| 8         | Giorgia Campana      | 12,900    | 12,400    | 13,350 | 12,800       | 51,450 |

### Corpo libero femminile
| Posizione | Ginnasta             | D Score | E Score | Pen. | Totale |
| --------- | -------------------- | ------- | ------- | ---- | ------ |
| Oro       | Carlotta Ferlito     | 5,500   | 8,900   | —    | 14,400 |
| Argento   | Vanessa Ferrari      | 5,500   | 8,900   | —    | 14,400 |
| Bronzo    | Francesca Deagostini | 5,400   | 8,900   | —    | 14,300 |
| 4         | Arianna Salvi        | 5,000   | 8,650   | -    | 13,650 |
| 5         | Emily Armi           | 5,100   | 8,450   | -    | 13,550 |
| 6         | Lia Parolari         | 4,800   | 8,500   | —    | 13,300 |

### Volteggio femminile
| Pos.    | Ginnasta          | D. Score | E. Score | Penalità | 1° Parziale | D. Score | E. Score | Penalità | 2° Parziale | Totale |
| ------- | ----------------- | -------- | -------- | -------- | ----------- | -------- | -------- | -------- | ----------- | ------ |
| Oro     | Francesca Benolli | 5,000    | 8,900    | —        | 13,900      | 5,200    | 8,450    | —        | 13,650      | 13,775 |
| Argento | Carlotta Ferlito  | 5,000    | 8,850    | —        | 13,850      | 5,000    | 8,650    | —        | 13,650      | 13,775 |
| Bronzo  | Arianna Rocca     | 4,600    | 8,850    | —        | 13,450      | 4,400    | 9,150    | —        | 13,550      | 13,500 |
| 4       | Sara Ricciardi    | 5,000    | 8,750    | —        | 13,750      | 4,400    | 8,700    | —        | 13,000      | 13,425 |

### Parallele asimmetriche
| Posizione | Ginnasta             | D Score | E Score | Pen. | Totale |
| --------- | -------------------- | ------- | ------- | ---- | ------ |
| Oro       | Vanessa Ferrari      | 5,800   | 8,900   | —    | 14,700 |
| Argento   | Francesca Deagostini | 5,300   | 8,550   | —    | 13,850 |
| Bronzo    | Francesca Benolli    | 5,100   | 8,700   | —    | 13,800 |
| 4         | Jessica Mattoni      | 5,300   | 7,850   | —    | 13,150 |
| 5         | Arianna Salvi        | 5,400   | 7,300   | —    | 12,700 |
| 6         | Carlotta Ferlito     | 5,200   | 7,660   | —    | 11,800 |

### Trave
| Rank    | Gymnast              | D Score | E Score | Pen. | Total  |
| ------- | -------------------- | ------- | ------- | ---- | ------ |
| Oro     | Carlotta Ferlito     | 6,100   | 8,700   | —    | 14,800 |
| Argento | Francesca Deagostini | 5,700   | 8,850   | —    | 14,550 |
| Bronzo  | Vanessa Ferrari      | 5,900   | 7,750   | —    | 13,650 |
| 4       | Jessica Mattoni      | 5,300   | 7,450   | —    | 12,750 |
| 5       | Sara Ricciardi       | 5,100   | 7,350   | —    | 12,450 |
| 6       | Giorgia Campana      | 5,300   | 7,100   | —    | 12,400 |